# Larentia benedicta
Larentia benedicta là một loài bướm đêm trong họ Geometridae.